# آندیروپو
آندیروپو (به لاتین: Aandiruppu) در هند با جمعیت ۲۹۰٬۷۳۲ نفر است که در تامیل نادو واقع شده‌است.